# دمنات
دمنات (به فرانسوی: Demnate) یک منطقهٔ مسکونی در مراکش است که در Azilal Province واقع شده‌است.
 دمنات  ۲۳٬۴۵۹ نفر جمعیت دارد و ۹۶۸ متر بالاتر از سطح دریا واقع شده‌است.